# Musée archéologique national (Cosa)
Pour les articles homonymes, voir Musée archéologique national.

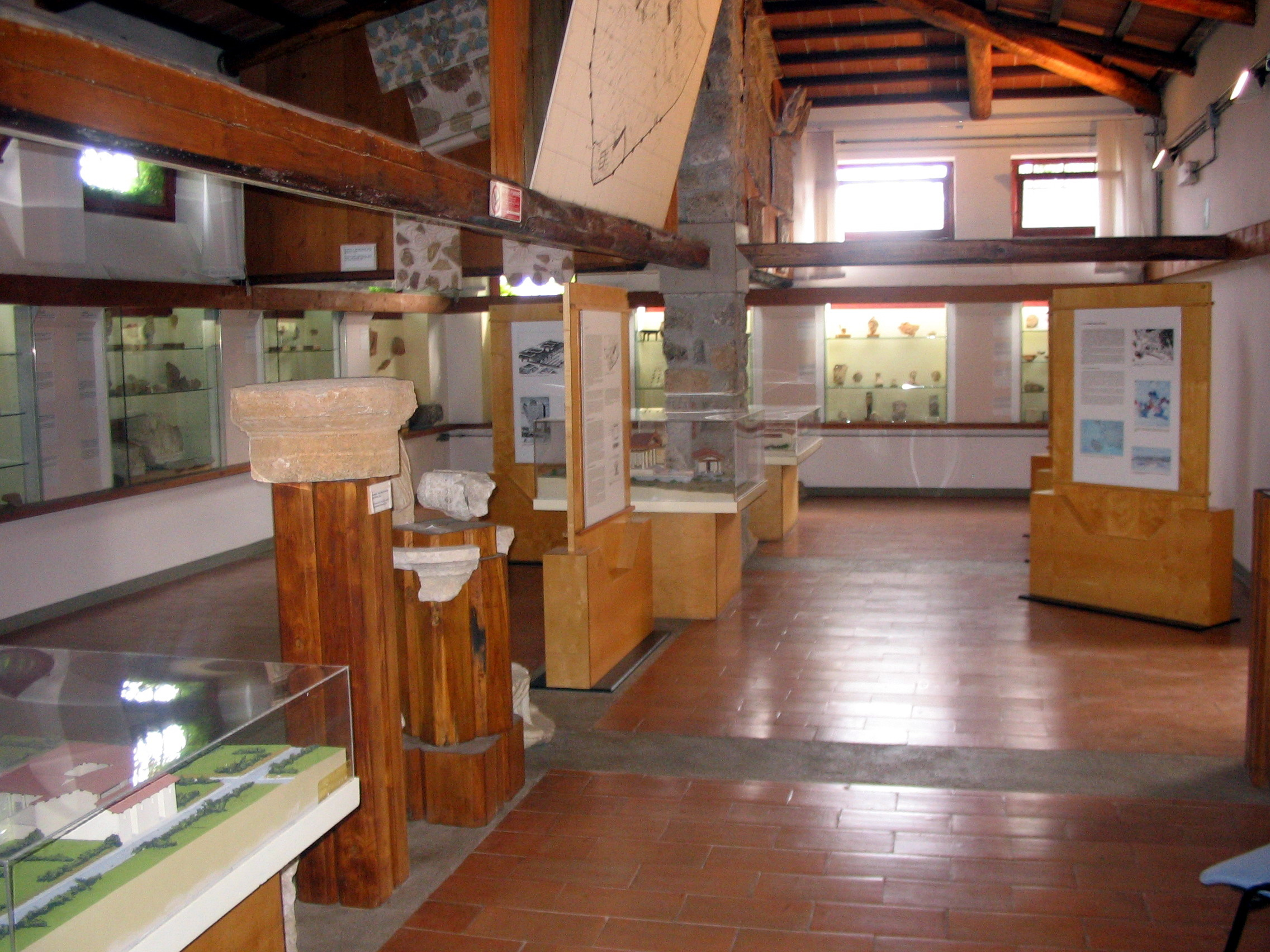
Salle d'exposition

Le Musée archéologique national de Cosa (Museo Archeologico Nazionale di Cosa en italien)  se trouve à Ansedonia, sur la commune d'Orbetello en  Maremme grossetane.

## Historique
Achevé en 1990 grâce au financement de l'Académie américaine de Rome, le musée est construit sur l'emplacement de la maison romaine de Quintus Fulvius (comme l'attestent une inscription et des morceaux de poterie).

## Collections
Les collections qu'il expose comporte en particulier des vestiges archéologiques étrusques et romains du site de la  Cosa étrusque qui était devenue ensuite une colonie romaine.
Certains de ces vestiges sont ceux de 1950, quand Emeline Hill Richardson, étruscologue américaine, découvrit sur le site.